# Albany Capitals
Gli Albany Capitals è stata una società di calcio statunitense, con sede ad Albany, stato di New York.

## Storia
Gli Albany Capitals vennero fondati nel 1987 ed iscritti all'American Soccer League. La squadra era di proprietà del locale imprenditore immobiliare Armand Quadrini e fu costruita con poche risorse, con $50.000 di budget per gli stipendi e una spesa annuale di meno di $250.000. Sotto la guida dell'inglese John Bramley, i Capitals non riuscirono mai ad accedere ai playoff per il titolo.
Quando la ASL si fuse nel 1990 con la Western Soccer League per dare origine all'American Professional Soccer League, una lega calcistica attiva negli Stati Uniti e in Canada dal 1990 al 1994, che in quegli anni è stata de facto il massimo campionato calcistico dei due paesi, ma non ricevette mai il riconoscimento ufficiale da parte della federazione. Nella stagione 1990 raggiunse la semifinale della East Conference. L'anno dopo raggiunse la finale del torneo, perdendola contro i S.F. Bay Blackhawks.
Al termine dell'ultimo campionato i Capitals chiusero i battenti.

## Allenatori
- 1988-1991  John Bramley